# Victor Hănescu
Victor Hănescu (* 21. července 1984, Bukurešť, Rumunsko) je bývalý rumunský profesionální tenista.
 Ve své kariéře vyhrál 1 turnaj ATP World Tour ve dvouhře a 1 turnaj ve čtyřhře.

## Finálové účasti na turnajích ATP World Tour (7)

### Dvouhra - výhry (1)
| Legenda                                                       |
| ATP International Series Gold / ATP World Tour 500 Series (0) |
| ATP International Series / ATP World Tour 250 Series (1)      |

| Č. | Datum             | Turnaj            | Povrch | Soupeř ve finále | Výsledek |
| 1. | 13. červenec 2008 | Gstaad, Švýcarsko | antuka | Igor Andrejev    | 6-3, 6-4 |

### Dvouhra - prohry (3)
| Legenda                                                  |
| ATP International Series / ATP World Tour 250 Series (3) |

| Č. | Datum             | Turnaj             | Povrch | Vítěz              | Výsledek      |
| 1. | 16. září 2007     | Bukurešť, Rumunsko | antuka | Gilles Simon       | 4-6, 6-3, 6-2 |
| 2. | 19. červenec 2009 | Stuttgart, Německo | antuka | Jérémy Chardy      | 4-6, 6-3, 6-2 |
| 3. | 11. duben 2010    | Casablanca, Maroko | antuka | Stanislas Wawrinka | 6-2, 6-3      |

### Čtyřhra - výhry (1)
| Legenda                                                       |
| ATP International Series Gold / ATP World Tour 500 Series (1) |

| Č. | Datum             | Turnaj              | Povrch | Partner         | Soupeři ve finále               | Výsledek |
| 1. | 20. červenec 2008 | Kitzbühel, Rakousko | antuka | James Cerretani | Lucas Arnold Ker Olivier Rochus | 6-3, 7-5 |

### Čtyřhra - prohry (2)
| Legenda                                                  |
| ATP International Series / ATP World Tour 250 Series (1) |

| Č. | Datum             | Turnaj             | Povrch | Partner      | Vítězové                         | Výsledek      |
| 1. | 18. září 2005     | Bukurešť, Rumunsko | antuka | Andrei Pavel | José Acasuso Sebastián Prieto    | 6-3, 4-6, 6-3 |
| 2. | 19. červenec 2009 | Stuttgart, Německo | antuka | Horia Tecău  | František Čermák Michal Mertiňák | 7-5, 6-4      |

## Davisův pohár
Victor Hănescu se zúčastnil 16 zápasů v Davisově poháru  za tým Rumunska s bilancí 11-12 ve dvouhře a 0-3 ve čtyřhře.

## Postavení na žebříčku ATP na konci sezóny

### Dvouhra
| Rok    | 1999  | 2000   | 2001   | 2002   | 2003  | 2004  | 2005  | 2006   | 2007  | 2008  | 2009  |
| Pořadí | 1239. | ▲ 479. | ▲ 210. | ▲ 170. | ▲ 70. | ▼ 88. | ▲ 36. | ▼ 643. | ▲ 77. | ▲ 50. | ▲ 48. |

### Čtyřhra
| Rok    | 1999  | 2000   | 2001   | 2002   | 2003   | 2004   | 2005   | 2006    | 2007   | 2008   | 2009   |
| Pořadí | 1077. | ▲ 644. | ▲ 514. | ▲ 246. | ▼ 761. | ▲ 731. | ▲ 185. | ▼ 1417. | ▲ 261. | ▲ 145. | ▲ 136. |